# Paul Wei
Paul Wei (1877 - 1919), nasceu em Hebei, China, era uma vez um homem de negócios próspero na indústria de roupa. Era membro da Sociedade Missionária de Londres na China mas após ter pesquisado os Igreja Adventista do Sétimo Dia, ele se transformou um de seus membros.
Após a queda seriamente doente, nenhumas das receitas prescritas dos doutores podiam curá-lo. Entretanto, quando uma pessoa idosa da Missão Apostólica da Fé nomeada de Sheng-min Xin impôs as mãos nele, e foi curado e entrou para sua igreja. Sob a orientação de Berntsen (um missionário americano), os pés de Paul foram lavados (devido a isso, considerou esse ato um sacramento).
Um dia quando estava orando em uma igreja em Pequim, Paul recebeu o baptismo do Espírito Santo e começou-o falar em línguas. Em 1917 foi conduzido a um rio, onde recebeu uma revelação
Após não comendo nenhum alimento por 39 dias, o Espírito Santo disse-lhe que a igreja recentemente dada forma deve ser nomeada "da Verdadeira Igreja de Jesus". Após ter seguido o que considerava ser commissão do Senhor, Paul morreu em 1919 e foi enterrado em sua cidade natal. Seu filho Isaac Wei continuou o trabalho do missionário no norte da China.